# Mistrzostwa Europy w pięcioboju nowoczesnym
Mistrzostwa Europy w pięcioboju nowoczesnym – coroczne zawody w pięcioboju nowoczesnym. Do 1997 roku odbywały się co dwa lata.

## Edycje
| Rok  | Gospodarz                | Data | Liczba konkurencji |
| ---- | ------------------------ | ---- | ------------------ |
| 1987 | Berlin Zachodni          |      | 2                  |
| 1989 | Umeå                     |      | 2                  |
| 1991 | Rzym                     |      | 3                  |
| 1993 | Sofia                    |      | 3                  |
| 1995 | San Benedetto del Tronto |      | 3                  |
| 1997 | Székesfehérvár           |      | 3                  |
| 1998 | Uppsala                  |      | 3                  |
| 1999 | Drzonków                 |      | 3                  |

| Rok  | Gospodarz | Data | Liczba konkurencji |
| ---- | --------- | ---- | ------------------ |
| 1989 | Modena    |      | 2                  |
| 1991 | Sofia     |      | 2                  |
| 1993 | Győr      |      | 2                  |
| 1995 | Berlin    |      | 3                  |
| 1997 | Moskwa    |      | 3                  |
| 1998 | Warszawa  |      | 3                  |
| 1999 | Tampere   |      | 3                  |

| Rok  | Gospodarz      | Data                | Liczba konkurencji |
| ---- | -------------- | ------------------- | ------------------ |
| 2000 | Székesfehérvár |                     | 6                  |
| 2001 | Sofia          |                     | 6                  |
| 2002 | Uście nad Łabą |                     | 6                  |
| 2003 | Uście nad Łabą |                     | 6                  |
| 2004 | Albena         |                     | 6                  |
| 2005 | Montepulciano  |                     | 6                  |
| 2006 | Budapeszt      | 13–18 lipca         | 6                  |
| 2007 | Ryga           | 6–13 sierpnia       | 6                  |
| 2008 | Moskwa         | 14–20 lipca         | 6                  |
| 2009 | Lipsk          | 25–30 czerwca       | 6                  |
| 2010 | Debreczyn      | 14–20 lipca         | 6                  |
| 2011 | Medway         | 28 lipca–1 sierpnia | 6                  |
| 2012 | Sofia          | 4–10 lipca          | 7                  |
| 2013 | Drzonków       | 11–17 lipca         | 7                  |
| 2014 | Székesfehérvár | 7–12 lipca          | 7                  |
| 2015 | Bath           | 17–23 sierpnia      | 7                  |
| 2016 | Sofia          | 4–11 lipca          | 7                  |
| 2017 | Mińsk          | 17–24 lipca         | 7                  |
| 2018 | Székesfehérvár | 17–23 lipca         | 7                  |
| 2019 | Bath           | 6–11 sierpnia       | 7                  |
| 2021 | Niżny Nowogród | 5–11 lipca          | 7                  |
| 2022 | Székesfehérvár | 13–19 sierpnia      | 7                  |
| 2023 | Kraków         | 25 lipca–1 sierpnia | 5                  |
| 2024 | Budapeszt      | 8–14 lipca          | 7                  |

## Mistrzostwa Europy juniorów
| Rok  | Gospodarz            | Data               | Liczba konkurencji |
| ---- | -------------------- | ------------------ | ------------------ |
| 1999 | Székesfehérvár       |                    | 4                  |
| 2000 | Spała                |                    | 4                  |
| 2002 | Budapeszt            |                    | 4                  |
| 2004 | Drzonków             |                    | 4                  |
| 2005 | Montepulciano        |                    | 4                  |
| 2006 | Torres Vedras        | 17–24 kwietnia     | 4                  |
| 2007 | Budapeszt            | 3–8 lipca          | 4                  |
| 2008 | Drzonków             | 29 kwietnia–4 maja | 4                  |
| 2009 | Albena               | 28 kwietnia–3 maja | 5                  |
| 2010 | Golegã               | 24–30 maja         | 5                  |
| 2011 | Drzonków             | 19–25 września     | 5                  |
| 2012 | Székesfehérvár       | 6–13 czerwca       | 7                  |
| 2013 | Sofia                | 18–24 czerwca      | 7                  |
| 2014 | Mińsk                | 17–23 czerwca      | 7                  |
| 2015 | Sofia                | 25–31 maja         | 7                  |
| 2016 | Drzonków             | 6–12 czerwca       | 7                  |
| 2017 | Barcelona            | 25 czerwca–1 lipca | 7                  |
| 2018 | El Prat de Llobregat | 17–23 czerwca      | 7                  |
| 2019 | Drzonków             | 4–9 czerwca        | 7                  |